# Raión de Brovarí
Raión de Brovarí (en ucraniano: Броварський район) es un raión o distrito de Ucrania en el óblast de Kiev. La capital es la ciudad de Brovarí.
Comprende una superficie de 2881,9 km².

## Demografía
Según estimación 2010 contaba con una población total de 68629 habitantes.

## Otros datos
El código KOATUU fue 3221200000. El código postal 07410 y el prefijo telefónico +380 4594.